# Paniek op de Akropolis
Paniek op de Akropolis is het 179ste stripverhaal van Jommeke. De reeks wordt getekend door striptekenaar Jef Nys. Scenarist is Jan Ruysbergh.

## Verhaal
Op een dag rijdt een Griek het tuinhek bij Jommeke stuk. De man is op weg naar professor Gobelijn en Jommeke brengt hem erheen. Daar vraagt hij Gobelijn om hulp. In Griekenland is de Akropolis reeds ernstig beschadigd door vervuiling. Ze hebben een middel gevonden om een beschermend laagje op de tempels aan te brengen, maar op het Parthenon, de belangrijkste tempel, werkt het product averechts.
Gobelijn besluit te helpen en met z'n allen vliegen ze in de vliegende bol naar Griekenland. Daar ontmoeten ze Helena, de dochter van Mikis Papadropoulos die om hulp vroeg. De volgende dag gaan ze de Akropolis bezoeken waar ze Mikis' medewerker Alexandris tegenkomen. Als Gobelijn een fles van het beschermde product wil meenemen voor onderzoek houdt die hem tegen en geeft een andere fles. Jommeke vindt dat verdacht en smokkelt de eerste fles mee. In het laboratorium ontdekt Gobelijn dat die fles een sterk zuur bevat. Hij en Mikis melden dat aan Alexandris en de volgende morgen zijn beiden vermist. Flip verdenkt meteen Alexandris en terwijl Jommeke en Flip sporen zoeken op de Akropolis gaan Filiberke en Helena Alexandris schaduwen. Ze ontdekken waar die Gobelijn en Mikis heeft opgesloten. Intussen ontdekt Jommeke waarom Alexandris het Parhenon wil vernietigen.
Er zit een eeuwenoud houten beeld van Athena Parthenos onder verborgen dat die wil hebben, en dan wil hij er ook nog een hotel bovenop bouwen. Ze waarschuwen de politie en gaan dan Gobelijn en Mikis bevrijden. De politie arresteert Alexandris.
Later broedt Gobelijn een plan uit om het beeld op te delven zonder het Parthenon te beschadigen. Nadat dat geslaagd is wordt nog een groot feest gehouden.

## Achtergronden bij het verhaal
- De Akropolis en het Parthenon krijgen een belangrijke rol toebedeeld in het verhaal.
- Het probleem van de vervuiling van het Griekse Athene en de beschadigingen aan eeuwenoude monumenten staat hier centraal.